# كوشة (زفاف)

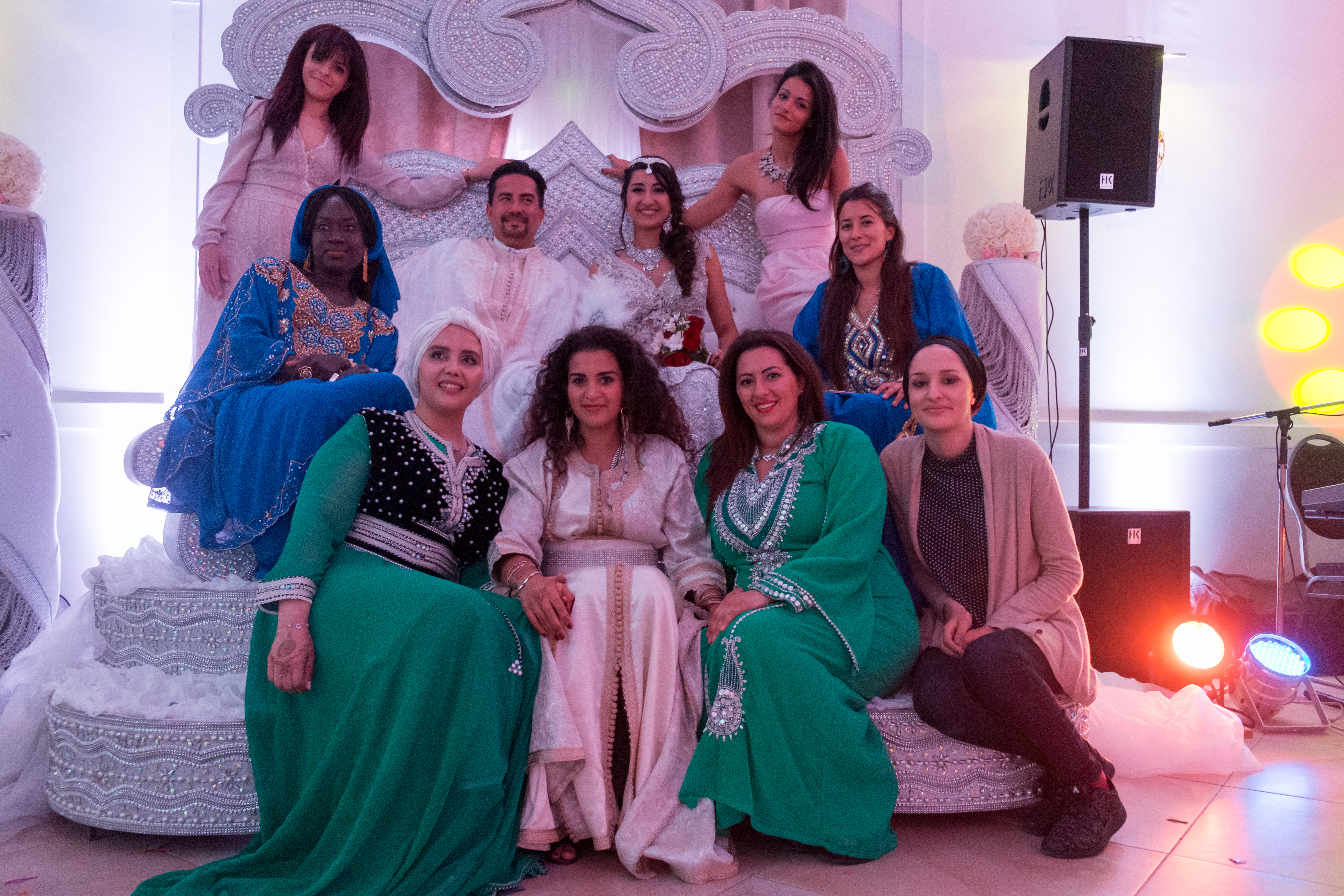

الكُوشة الركن الذي يجلس فيه العريس والعروس في الزفاف، وقد دخل العربية عبر التركية: köşe، وهي فارسية گوشه وتعني الزاوية.